# Readymade

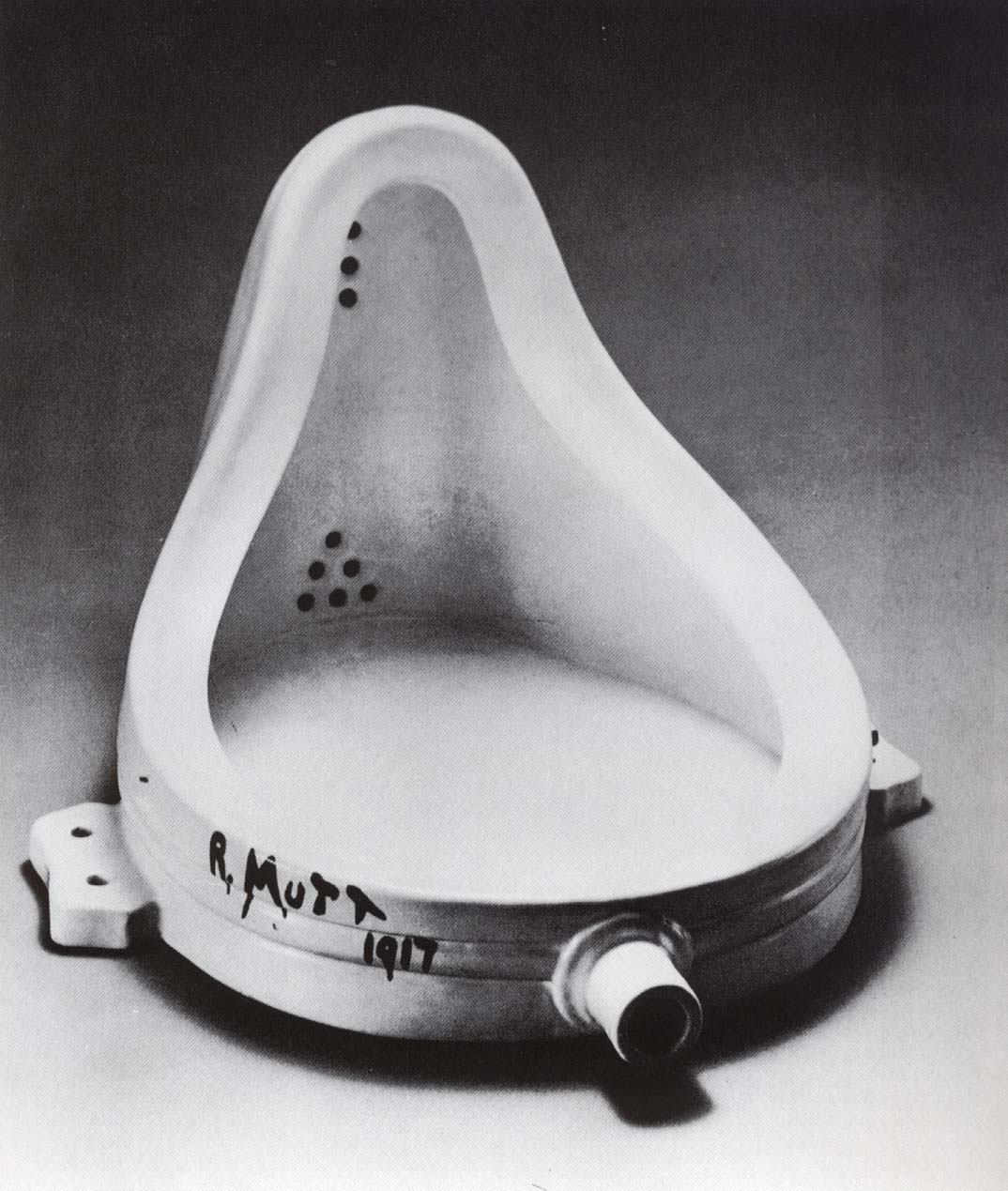
Fountain door Richard Mutt, 1917. Algemeen toegeschreven aan Marcel Duchamp

De readymade (ook: objet trouvé) is een kunstvorm die in het begin van de 20e eeuw werd geïntroduceerd door de dadaïstische kunstenaar Marcel Duchamp. Een industrieel vervaardigd 'kant-en-klaar' voorwerp wordt uit zijn alledaagse context gehaald en als kunst beschouwd doordat het in een kunstruimte (museum, galerie, atelier e.d.) wordt getoond. Voor Duchamp moest een readymade ‘visueel indifferent’ zijn, d.w.z. niet gekozen om zijn eventuele esthetische waarde. Met de readymade keerde Duchamp zich tegen de traditionele kunstvormen, die hij 'retinale', oftewel ‘netvlies’-kunst noemde. Voor Duchamp is het concept belangrijker dan traditionele artistieke uitgangspunten. Door deze visie geldt Duchamp als de wegbereider van de conceptuele kunst.
Readymade en ‘objet trouvé’ of ‘found object’ (gevonden voorwerp) zijn niet geheel aan elkaar gelijk: een belangrijk onderscheid is dat een readymade over het algemeen een gekozen, ongebruikt object is, en een objet trouvé een gevonden, gebruikt voorwerp. Dit onderscheid is echter niet hard: aan een readymade kunnen aanpassingen gedaan zijn, en een tot kunst bestempeld gevonden voorwerp kan ook als readymade gezien worden.
Tot Duchamps vroege readymades behoren zijn flessenrek Porte-bouteilles uit 1914, en zijn sneeuwschep met de vervreemdende titel In Advance of the Broken Arm uit 1915, kort nadat hij vanuit Parijs in New York was gearriveerd. Rond deze tijd bedacht hij de term ‘readymade’. In 1913 had hij al een fietswiel op een krukje gemonteerd (Roue de bicyclette), als speels object, zonder aan een kunstwerk te denken.

## Toelichting
Duchamps meest geruchtmakende readymade is zijn porseleinen urinoir Fountain (fontein), dat Duchamp onder de naam Richard Mutt voor de grote, juryvrije tentoonstelling van de Society of Independent Artists (SIA) in New York inzond. Een krappe meerderheid van de aanwezige commissieleden van de vereniging vond het werk ongepast en weigerde het (ondanks het principe van ‘geen jury’) tentoon te stellen, tot woede van Duchamp, die daarop uit het bestuur van de SIA stapte. Wat er nog rest van Fountain is een foto van het urinoir, gemaakt door Alfred Stieglitz, die het kort na het weigeringsschandaal met de achterkant op een sokkel in zijn studio fotografeerde.

De foto staat, van onderen bijgesneden, in het tweede nummer van het kunstblaadje The Blind Man van Duchamp en zijn medestanders Beatrice Wood en Henri-Pierre Roché, dat direct na de laatste dag van de tentoonstelling werd uitgebracht. Het is voor een groot deel gewijd aan Fountain door Richard Mutt. Dankzij dit blaadje weten we van Fountain. Een originele afdruk van de foto dook voor het eerst pas op na Duchamps dood. Op de foto van Fountain staat op de rand linksonder de signatuur “R. MUTT 1917” te lezen. Een belangrijke opmerking in dit blad, in het artikel over Fountain, "The Richard Mutt Case" door Louise Norton, wijst op het principe achter de readymade, in vertaling:
Of de heer Mutt de fontein wel of niet met zijn eigen handen maakte is van geen belang. Hij KOOS hem uit. Hij nam een gewoon gebruiksartikel, plaatste het zo dat zijn nuttige waarde onder de nieuwe titel met een nieuw gezichtspunt verdween – creëerde een nieuwe gedachte voor dat object. 
De pisbak is door de titel en nieuwe context in een fontein veranderd – een algemeen kenmerk van de readymade: de oorspronkelijke functie verdwijnt door plaatsing in een nieuwe context.
Over de indiening van het urinoir wordt de laatste jaren discussie gevoerd: niet Marcel Duchamp, maar Elsa von Freytag-Loringhoven wordt daarbij sinds de publicatie van haar biografie door Irene Gammel in 2002 als auteur van Fountain opgevoerd. Hiervoor ontbreekt enig bewijs; de tegenargumenten komen in meerdere artikelen overtuigend aan bod.
‘Dada-barones’ Elsa von Freytag-Loringhoven gebruikte in haar eigenzinnige, dadaïstische kostuums gevonden (soms gestolen) gebruiksvoorwerpen als tomatenblikjes, vogelveren, gordijnringen, postzegels, theelepels, groenten, of een op batterijen werkend achterlicht (objets trouvés). Ook haar assemblages waren samengesteld uit gevonden materiaal. Ze vond in 1913, op weg naar het stadhuis aan het New Yorkse Broadway om haar huwelijk met baron Leopold von Freytag-Loringhoven te bezegelen, een ijzeren ring die ze de titel Enduring Ornament gaf. Te beschouwen als objet trouvé maar ook – want kant-en-klaar, zonder toevoegingen – als readymade.  

### Soorten readymades
Naast de (ongemodificeerde) readymades zijn meerdere varianten te benoemen, waaronder:
- Assisted readymades: samengesteld uit meerdere readymade-objecten

- Rectified readymades: readymades voorzien van toevoegingen zoals een tekst of aanpassingen in verf

De assemblage God (1917), een afgedankte ijzeren zwanenhals gemonteerd op een houten verstekbak, gemaakt door Elsa von Freytag-Loringhoven in samenwerking met de kunstenaar Morton Schamberg, zou je ook wel als (‘assisted’) readymade kunnen zien. Twee samengevoegde objets trouvées vormen een object dat, geholpen door de titel, een nieuwe betekenis krijgt.
Nagenoeg alle oorspronkelijke readymades van Duchamp zijn verloren gegaan. Voor een deel ervan autoriseerde hij, met name in de jaren 1960, replica’s, zoals van Fountain, die door musea en verzamelaars werden verworven.
De readymades hebben de beeldende kunst van de 20e eeuw enorm beïnvloed, getuige bijvoorbeeld de installaties van de Belgische kunstenaar Guillaume Bijl, die een heel leslokaal van een autorijschool nabootste en in een ander werk een museum imiteerde; een ruimtelijke uitbreiding van het readymade-principe. Of de Eat-Art van Daniel Spoerri, die in zijn tableaux-pièges alles wat toevallig bij een vriendenetentje op tafel verzeilt, fixeert en voor het nageslacht bewaart. Maar ook hierbij is het kunstwerk in spe kant-en-klaar. Ook de andere kunstenaars van het Nouveau réalisme zoals Arman en Jean Tinguely maakten veelvuldig gebruik van bestaande voorwerpen en materialen. Tracey Emins installatie My Bed (1998) kan ook als een readymade kunstwerk worden gezien. Het Nederlandse kunstenaarscollectief Seymour Likely maakte, eind jaren 1980, begin jaren 1990, in zijn conceptuele en humoristische werken voornamelijk gebruik van bestaande voorwerpen.

## Poëzie
De readymade drong ook snel door in de Europese poëzie in de jaren 1920. De Vlaming Paul van Ostaijen gebruikte gevonden teksten in zijn experimentele bundel Bezette Stad (1921), die hij vermengde met zijn eigen woorden. Bekend is ook zijn Huldegedicht aan Singer waarin hij een reclameslogan van Singer Naaimachines opnam. 
Ook Elsa von Freytag-Loringhoven maakte in haar poëzie gebruik van readymade-woorden en zinnetjes, specifiek in haar gedicht ‘SUBJOYRIDE’.
In de jaren 1960 publiceerde het tijdschrift Barbarber veel readymade-poëzie. Men duidt die ook wel aan als "gevonden poëzie". Dichters die readymades schreven zijn onder andere K. Schippers, Jules Deelder, Armando, Cornelis Bastiaan Vaandrager en C. Buddingh'.